# Franco ruandés
El franco ruandés (ISO 4217: RWF) es la moneda oficial de Ruanda desde 1960. Está dividido en cien céntimos.

## Historia
El franco se introdujo por primera vez en 1916, cuando Bélgica ocupó el protectorado alemán y el franco del Congo Belga sustituyó a la rupia del África Oriental Alemana. Ruanda utilizó el franco hasta 1960 cuando se introdujo el franco de Ruanda-Urundi. Ruanda empezó a emitir sus propios francos en 1964.

## Billetes
En 1964, los billetes emitidos por el Banco Central de Ruanda-Urundi fueron reutilizados estampándoles un sello propio de Ruanda. Estos tenían denominaciones de 20, 50, 100, 500 y 1000 francos. A estos les siguieron nuevas emisiones propias en las mismas denominaciones. En 1977 se sustituyeron los billetes de 20 y 50 francos por monedas, y en 1978 se añadió el billete de 5.000 francos. En 2007 se introdujo un nuevo billete de 2.000 francos.
Tras la guerra de Ruanda en 1994, se imprimieron nuevas series de billetes eliminando los antiguos escudos de armas del país y otras insignias que recordaran el antiguo régimen.
La última serie de billetes emitidos es la siguiente:
| Denominación  | Efigie                                         | Color predominante | Dimensiones | Imagen del anverso | Imagen del reverso |
| ------------- | ---------------------------------------------- | ------------------ | ----------- | ------------------ | ------------------ |
| 100 Francos   | Bueyes y Lago Kivu                             | Naranja            | 65 x 130 mm |                    |                    |
| 500 Francos   | Edificio del Banco Nacional y plantación de té | Verde              | 72 x 135 mm |                    |                    |
| 1.000 Francos | Museo Nacional y Cercopithecus mitis           | Azul               | 72 x 140 mm |                    |                    |
| 2.000 Francos | Antena parabólica                              | Rosa               | 72 x 142 mm |                    |                    |
| 5.000 Francos | Gorila de montaña                              | Violeta            | 72 x 145 mm |                    |                    |

## Monedas en circulación
En 1964 se introdujeron monedas de 1, 5 y 10 francos, la primera y última en cuproníquel y la de 5 francos de bronce-aluminio. En 1969 se sustituye el níquel por aluminio en las denominaciones de 1 franco y en 1970 se añaden monedas de ½ y 2 francos, también de aluminio. En 1974 se reduce el tamaño de las monedas de 10 francos, y en 1977 se acuñan nuevas denominaciones de 20 y 50 francos de latón.
Al igual que con los billetes, se acuñaron nuevos diseños eliminando los símbolos e insignias de las emisiones anteriores a 1994. Esta serie se detalla en la siguiente tabla:
| Denominación | Periodo de circulación | Metal       | Diámetro (mm) | Peso (g) | Anverso                  | Reverso                        | Imagen |
| ------------ | ---------------------- | ----------- | ------------- | -------- | ------------------------ | ------------------------------ | ------ |
| 1 Franco     | 1974-1985              | Aluminio    | 21,00         | 1,00     | Sorgo y año              | Valor facial y escudo de armas |        |
| 2 Francos    | 1970                   | Aluminio    | 23,50         | 1,50     | Hombre con agaseke y año | Valor facial y escudo de armas |        |
| 5 Francos    | 1974-1987              | Latón       | 25,50         | 5,00     | Cafeto y año             | Valor facial y escudo de arnas |        |
| 10 Francos   | 1974-1985              | Cuproníquel | 26,50         | 7,10     | Cafeto y año             | Valor facial y escudo de armas |        |
| 20 Francos   | 1982-1989              | Latón       | 27,00         | 8,10     | Banano y año             | Valor facial y escudo de armas |        |
| 50 Francos   | 1977                   | Latón       | 29,00         | 10,10    | Planta y año             | Valor facial y escudo de armas |        |

La última serie de monedas acuñada se detalla a continuación:
| Denominación | Circula desde | Metal    | Metal    | Forma    | Diámetro (mm) | Peso (g) | Canto | Anverso               | Reverso               |
| Denominación | Circula desde | Anillo   | Centro   | Forma    | Diámetro (mm) | Peso (g) | Canto | Anverso               | Reverso               |
| ------------ | ------------- | -------- | -------- | -------- | ------------- | -------- | ----- | --------------------- | --------------------- |
| 1 Franco     | 2003          | Aluminio | Aluminio | Circular | 16,00         | 0,70     | Liso  | Sorgo y año           | Escudo y valor facial |
| 5 Francos    | 2003          | Latón    | Latón    | Circular | 20,00         | 3,00     | Liso  | Cafeto y año          | Escudo y valor facial |
| 10 Francos   | 2003          | Latón    | Latón    | Circular | 24,00         | 5,00     | Liso  | Banano y año          | Escudo y valor facial |
| 20 Francos   | 2003          | Acero    | Acero    | Circular | 20,00         | 3,50     | Liso  | Planta y año          | Escudo y valor facial |
| 50 Francos   | 2003          | Acero    | Acero    | Circular | 24,00         | 5,80     | Liso  | Maíz y año            | Escudo y valor facial |
| 100 Francos  | 2007          | Níquel   | Cobre    | Circular | 26,00         | 7,50     | Liso  | Escudo y valor facial | Escudo y año          |

La composición de la moneda de 1 franco es de un 98% de aluminio y 2% de magnesio. Mientras que las monedas de 5 y 10 francos son de bronce. Los componentes de las monedas de 20 francos y 50 francos son acero y níquel plateado. En 2008 entró en circulación la moneda bimetálica de 100 francos compuesta de acero inóxidable con núcleo chapado en cobre y anillo en níquel.